# 玫瑰鸢尾兰
玫瑰鸢尾兰（学名：Oberonia rosea），又称裂辦莪白蘭，为兰科鸢尾兰属下的一个种。